# 2536 Kozyrev
2536 Kozyrev (1939 PJ) là một tiểu hành tinh vành đai chính được phát hiện ngày 15 tháng 8 năm 1939 bởi G. Neujmin ở Simeis.